# Billur Yazgan
Billur Yazgan (* 1. Oktober 1985 in Istanbul) ist eine türkische Schauspielerin.

## Leben und Karriere
Yazgan wurde am 1. Oktober 1985 in Istanbul geboren. Sie studierte an der Universität Istanbul Literatur und die Arabische Sprache. Danach setzte sie ihr Studium an dem Müjdat  Gezen Sanat Merkezi fort. Ihr Debüt gab sie 2004 in der Fernsehserie Yabancı Damat. Danach war sie 2005 im selben Jahr in dem Film Şöhret zu sehen. 2007 wurde Yazgan für die Serie Aşk Eski Bir Yalan gecastet. Anschließend spielte sie 2008 in dem Film Memur Muzaffer die Hauptrolle. Von 2009 bis 2011 spielte sie in Papatyam mit. Später zog Yazgan sich aus der Schauspielwelt zurück.

## Filmografie
- 2004: Yabancı Damat
- 2005: Şöhret
- 2006: Acemi Cadı
- 2007: Aşk Eski Bir Yalan
- 2008: Memur Muzaffer
- 2009–2011: Papatyam